# Молекулярный кристалл
Молекулярный кристалл — кристалл, образованный из молекул. Молекулы связаны между собой слабыми ван-дер-ваальсовыми силами, внутри же молекул между атомами действует более прочная ковалентная связь.

## Примеры молекулярных кристаллов
Большинство молекулярных кристаллов — кристаллы органических соединений, типичный такой кристалл — нафталин. Концепция строения органических кристаллов берёт начало с 1950-х годов в связи с работами А. И. Китайгородского.
Молекулярные кристаллы образуют также некоторые простые вещества (водород {\displaystyle {\mathsf {H_{2}}}}, галогены, азот {\displaystyle {\mathsf {N_{2}}}}, кислород {\displaystyle {\mathsf {O_{2}}}}), бинарные соединения типа {\displaystyle {\mathsf {H_{2}O}}}, {\displaystyle {\mathsf {CO_{2}}}}, оксиды азота, металлоорганические соединения (соли органических веществ, чаще всего мыла и алкоголяты) и некоторые комплексные соединения ({\displaystyle {\mathsf {COCl_{2}}}}). К молекулярным кристаллам относятся и кристаллы полимеров, белков и нуклеиновых кислот. Особым случаем молекулярных кристаллов являются кристаллы отвердевших инертных газов, в которых ван-дер-ваальсовы силы связывают между собой не молекулы, а атомы.

## Свойства кристаллов
Для типичных молекулярных кристаллов характерны низкие температуры плавления, большие коэффициенты теплового расширения, высокая сжимаемость, малая твёрдость. В обычных условиях большинство молекулярных кристаллов — диэлектрики. Некоторые молекулярные кристаллы, например органические красители, — полупроводники.
Фазовые превращения молекулярных кристаллов — плавление, возгонка, полиморфные переходы — происходят, как правило, без разрушения отдельных молекул.